# Motamasin

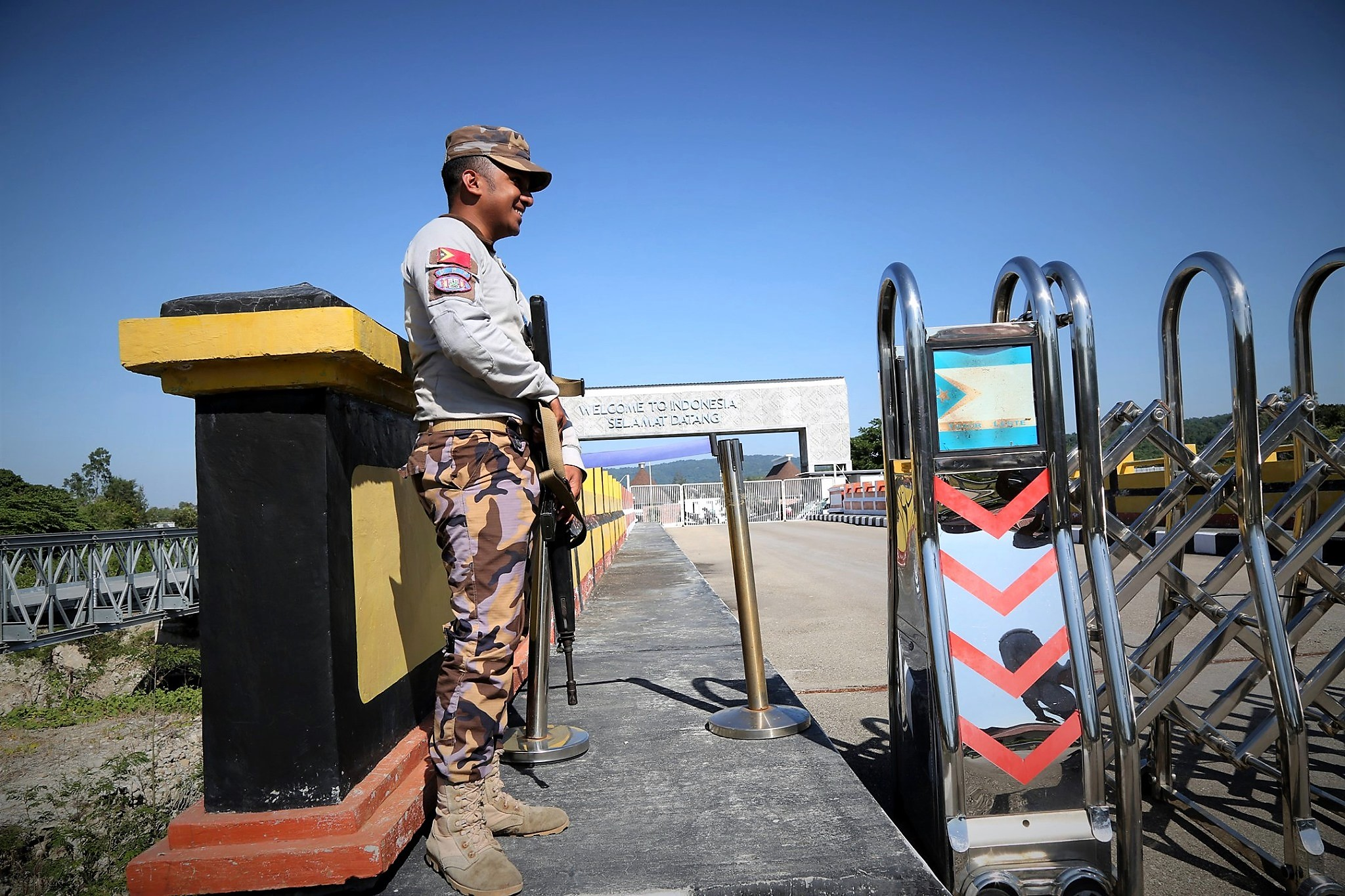
Blick von Osttimor nach Indonesien

Motamasin ist ein Grenzübergang zwischen Indonesien und Osttimor. Er liegt nah der Südküste Timors, wo eine Brücke den Grenzfluss Masin (tetum Mota Masin) überquert. Auf der indonesischen Seite befindet sich das Desa („Dorf“) Südalas (Distrikt Ostkobalima, Regierungsbezirk Malaka, Provinz Ost-Nusa Tenggara). Die nächstgelegene Siedlung ist Metamauk. Im Osten liegt der osttimoresische Suco Beiseuc (Verwaltungsamt Tilomar, Gemeinde Cova Lima). Das dazugehörige Walabaru befindet sich in etwa zwei Kilometer Entfernung, als nächstgelegene osttimoresische Siedlung. Der Stützpunkt der osttimoresischen Grenzpolizei (UPF) liegt im weiter östlich befindlichen Salele (Suco Maudemo).

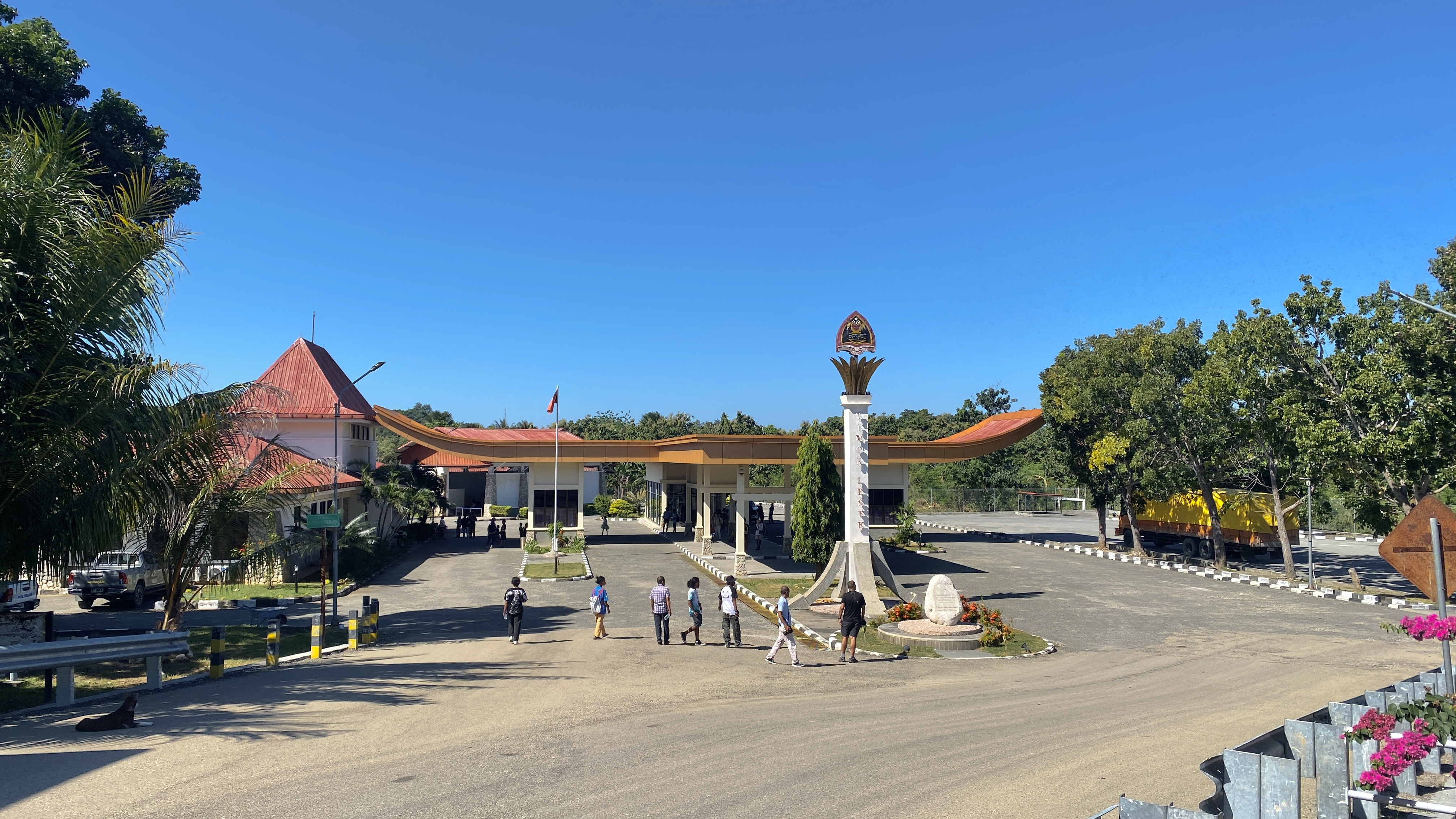
Seite Osttimors
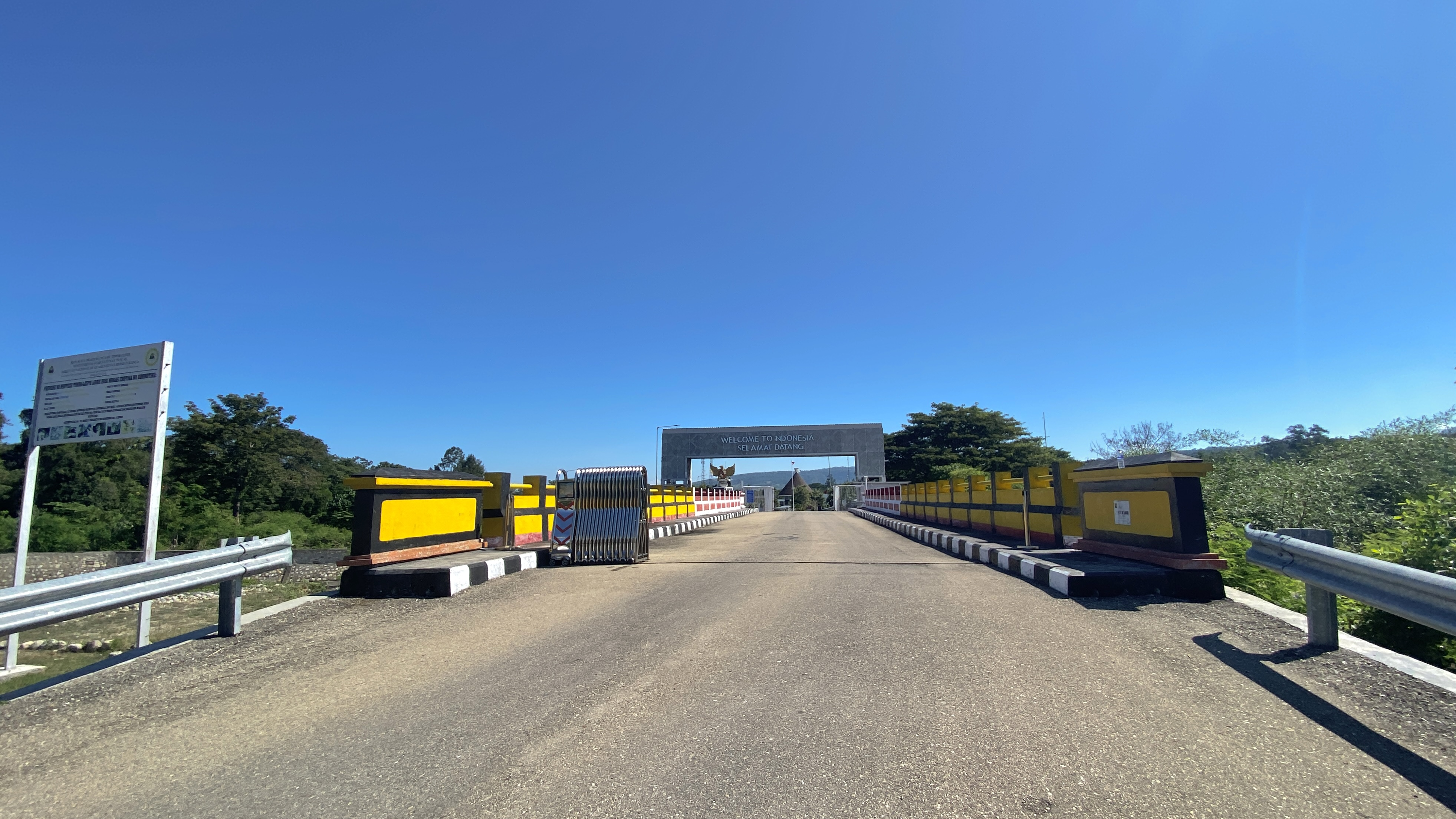
Übergang in Richtung Indonesien
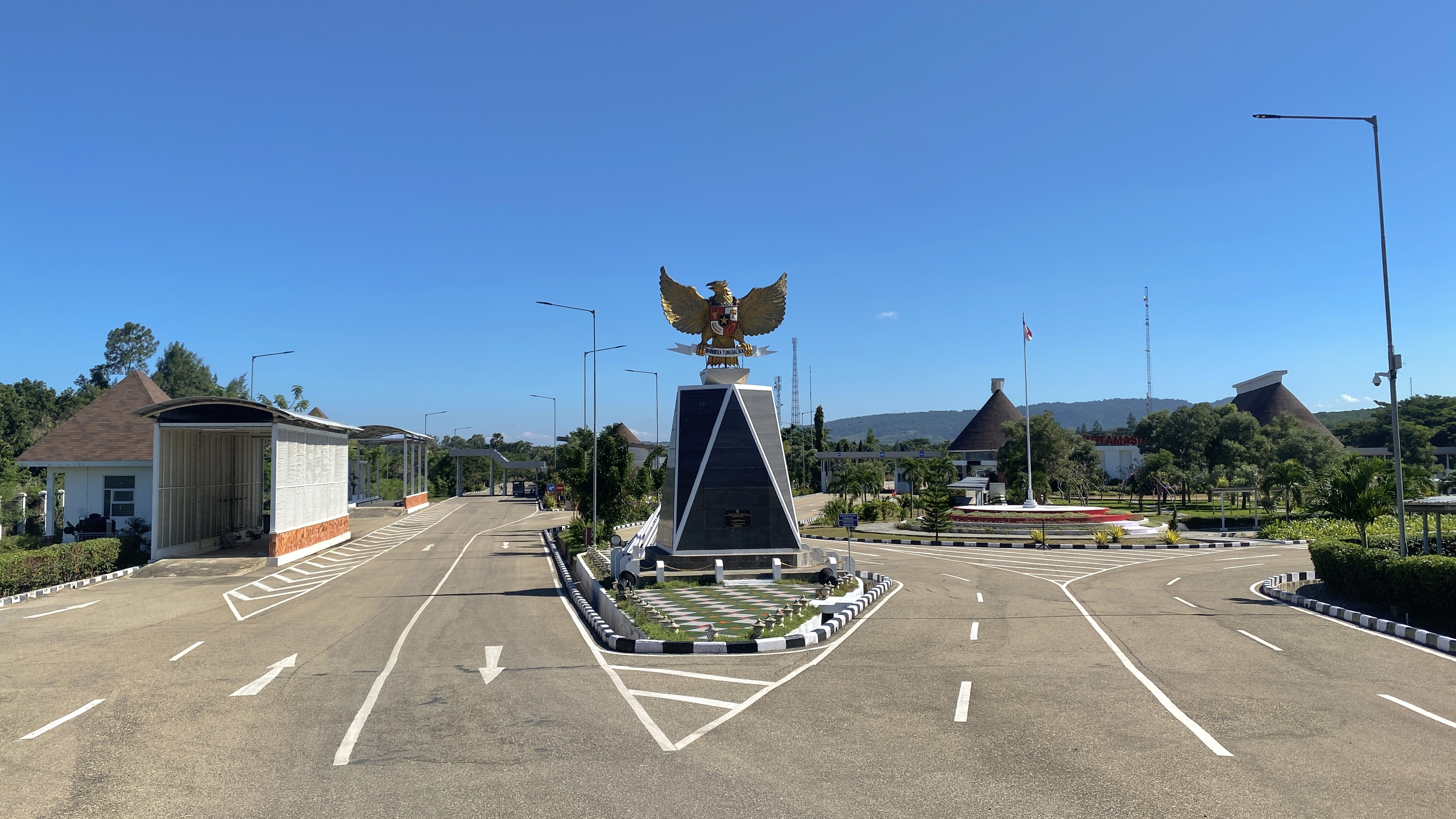
Seite Indonesiens